# Homma Shion
Shion Homma (sinh ngày 9 tháng 8 năm 2000) là một cầu thủ bóng đá người Nhật Bản thi đấu cho Club Brugge ở giải VĐQG Bỉ.

## Sự nghiệp câu lạc bộ
Shion Homma đã từng chơi cho Albirex Niigata.